# Cá giếc Nhật
Cá giếc Nhật (danh pháp hai phần: Carassius cuvieri) là một loài cá giếc được tìm thấy ở Nhật Bản và Đài Loan. Loài này có quan hệ gần gũi với cá vàng.
Nguồn gốc hoang dã của cá giếc Nhật duy nhất ở hồ Biwa được gọi là gengorō-buna (ゲンゴロウブナ (源五郎鮒)), và được liệt kê trong danh mục loài nguy cấp trong sách đỏ Nhật Bản.. Có một chủng nuôi thả lớn hơn với thân dài hơn có tên tiếng Nhật là hera-buna (ヘラブナ) phát triển từ loài gốc và được nuôi ở vùng Osaka và đã được thả vào nhiều vùng nước phục vụ câu cá thể thao .